# 안티 오이디푸스
안티 오이디푸스 ( Anti-Oedipus : Capitalism and Schizophrenia )는 1972년에 발표된 작품으로 프랑스 철학자인 질 들뢰즈와 정신분석학자인 펠릭스 가타리가 공동으로 집필하였다.  이 책에서 들뢰즈와 가타리는 분열분석( Schizoanalysis) 에서 개념들과 이론을 계발하였다.  그들은 이 개념들과 정신분석학, 경제학, 창조 예술, 문학, 인류학, 역사등을 연관시켰다.

## 같이 보기
- 가속주의